# Alnusiina
Alnusiina es un elagitanino que se encuentra en Alnus sieboldiana.
Moléculas de ácido gálico, ácido luteico y ácido hexahydroxydifénico están presentes en la estructura de alnusiina, unido a un residuo de glucosa.